# Elio Lodolini
Elio Lodolini (Roma, 24 de gener 1922 - 18 de març de 2023) fou un arxivista italià.

## Biografia
Nascut a Roma el 24 de gener de 1922, fill d'Armando i Ada Francioni, va treballar inicialment com a periodista a l'⁣Agència Stefani.
Es va llicenciar en ciències polítiques amb una tesi sobre història moderna el 1946 i es va llicenciar en dret amb una tesi sobre dret constitucional el 1950. Va obtenir el diploma d'⁣arxivística, paleografia i diplomàtica l'any 1953 a l'escola annexada a l'⁣Arxiu Estatal de Roma i va desenvolupar la seva carrera dins de l'administració arxivística de 1950 a 1985, ocupant els càrrecs de director de l'⁣Arxiu Estatal d'Ascoli Piceno des de 1954 al 1962 i d'⁣Ancona del 1962 al 1964.
De 1970 a 1974 va dirigir el departament d'arxius del Ministeri de l'Interior. El 1976 va assumir les funcions de director dels Arxius de l'Estat de Roma que va ocupar fins al 1985, juntament amb les de director de l'escola annexa d'arxivística, paleografia i diplomàcia.
Des de 1956 es dedica a l'ensenyament de l'arxivística. En l'àmbit universitari va fer cursos a la Universitat de Roma del 1961 al 1970 i del 1978 al 1997, data de la seva jubilació. En la fase intermèdia va impartir la mateixa assignatura a la Universitat de Macerata. També va ser degà de l'⁣escola especial per a arxivers i bibliotecaris de 1990 a 1997 i professor emèrit de la Universitat "La Sapienza" de Roma des de 1999.
Va aconseguir compaginar les funcions docents amb les directives i directives. Amb motiu del seu centenari, el 24 de gener de 2022, nombroses associacions i organitzacions el van celebrar com a mestre indiscutible en l'àmbit de l'arxiu.
El 2019 va concedir una entrevista en la qual va recórrer la seva trajectòria professional.

## Honors i reconeixements
Va rebre la medalla d'or al mèrit de la cultura, l'honor d'⁣Officier dans l'Ordre des Arts et des Lettres de la República Francesa i el títol de "membre d'honor" del Consell Internacional d'Arxius, atorgat a Pequín el 1996, durant el XIII Congrés Internacional d'Arxius, "en reconeixement dels eminents serveis que va prestar al progrés de l'Arxivística, al desenvolupament dels Arxius i a l'enfortiment de la cooperació professional internacional".
A més, ha estat nomenat membre d'honor de nombroses organitzacions professionals com l'Associació d'Arxivers del Brasil (el primer estranger que va rebre aquest nomenament) i l'Associació d'Arxivers, Bibliotecaris, Museòlegs i Documentals d'Espanya.

## Obres
Ha publicat centenars d'articles i assaigs dedicats principalment a la ciència arxivística i les seves contribucions també han aparegut en altres idiomes a més de l'italià.
- Lodolini, Elio. Organizzazione e legislazione archivistica italiana : dall'Unità d'Italia alla costituzione del Ministero per i Beni culturali e ambientali.  Patron.
- Lodolini, Elio. Archivistica. Principi e problemi.  FrancoAngeli.
- Lodolini, Elio. Archivistica. Principi e problemi.  FrancoAngeli.
- Lodolini, Elio. Legislazione sugli archivi. storia, normativa, prassi, organizzazione dell’amministrazione archivistica, 1. dall’Unità d’Italia al 1997.  Patron.
- Lodolini, Elio. Legislazione sugli archivi. storia, normativa, prassi, organizzazione dell’amministrazione archivistica, 2. dal 1998 al 2004.  Patron.
- Lodolini, Elio. Storia dell’archivistica italiana. Dal mondo antico alla metà del secolo XX.  FrancoAngeli.